# Skolebiblioteket - et værksted for børn og voksne
|  | Denne artikel er oprettet af botten Steenthbot ud fra en ekstern database. Den kan derfor have sproglige fejl eller mangler. Denne skabelon kan fjernes efter kontrol af indholdet. |

Skolebiblioteket - et værksted for børn og voksne er en dansk dokumentarfilm fra 1982 instrueret af Jørgen Flindt Pedersen og efter manuskript af Arne Holst og Preben Lund.

## Medvirkende
- Ganløse Skole